# もう紅白に出してくれない
『もう紅白に出してくれない』（もうこうはくにだしてくれない）は、日本のヴィジュアル系エアーバンド・ゴールデンボンバーの4枚目のオリジナル・アルバムである。2019年12月28日にZany Zapより発売。

## 概要
前作『キラーチューンしかねえよ』以来約1年ぶり、4枚目のオリジナル・アルバム作品。
アルバムの発売自体は11月初旬にて告知されていたが、同月14日、同年12月31日にNHK総合ほかで放送される『第70回NHK紅白歌合戦』の出場者が発表された日にアルバムタイトルが公開された。
また、本作の発売に先駆け特設サイトも開設されたが、某大手検索サイトのニュース記事をパロディしたものとなっており、これは鬼龍院の高校時代の同級生メンバーの1人がウェブデザイナーで、依頼して制作してもらったという。
発売前の2019年12月20日には購入者特典として「全てのCDにメンバー全員が触れる」というコンセプトの元、メンバー自身が初回出荷分のCDのブックレット、帯に素手で触れてクセ付けを行ったドキュメント動画である『アルバム全部手作業するまで帰れま10』が公開された。

## 収録内容

### CD
シングル収録曲の詳細は、各項目を参照。
1. 令和 (3:56)
（作詞・作曲：鬼龍院翔 / 編曲：DJ Mass (VIVID Neon*) & Arisa Fujisawa、鬼龍院翔）
23rdシングル[6]。
2. 首が痛い (3:23)
（作詞・作曲：鬼龍院翔 / 編曲：鬼龍院翔、tatsuo）
配信リリース楽曲[7]。
3. ガガガガガガガ (3:22)
（作詞・作曲：鬼龍院翔 / 編曲：鬼龍院翔、tatsuo）
22ndシングル。
NHK総合テレビ ドラマ10『トクサツガガガ』主題歌[8]。
4. LINEのBGMにしてるとモテる曲 (3:26)
（作詞・作曲：鬼龍院翔 / 編曲：鬼龍院翔、DJ Mass (VIVID Neon*)、REO）
LINE MUSICのみの配信リリース楽曲[9][10]。
5. かまってちょうだい/// (3:55)
（作詞・作曲：鬼龍院翔 / 編曲：鬼龍院翔、tatsuo）
配信リリース楽曲。
6. ぼくの世界を守って (3:39)
（作詞・作曲：鬼龍院翔 / 編曲：鬼龍院翔、tatsuo）
配信リリース楽曲。
株式会社ラウンドワン「ラウンドワン」CMソング（メンバー出演）。
7. 振動 (4:18)
（作詞・作曲：鬼龍院翔 / 編曲：鬼龍院翔、tatsuo）
配信リリース楽曲。
8. タツオ…嫁を俺にくれ (4:53)
（作詞・作曲：樽美酒研二 / 編曲：tatsuo / 弦楽器編曲：MIZ）
21stシングル。メンバーの樽美酒が作詞・作曲及びボーカルを担当。
9. 私すっぴんブスだから (3:04)
（作詞・作曲：鬼龍院翔 / 編曲：鬼龍院翔、tatsuo）
10. 君のスカートが短くて (3:54)
（作詞・作曲：鬼龍院翔 / 編曲：鬼龍院翔、tatsuo）
2014年に動画サイトにて公開された楽曲。初の音源化となる。
11. つよいぞ! ロボヒップ (3:09)
（作詞・作曲：鬼龍院翔 / 編曲：鬼龍院翔、tatsuo）
2018年3月から同年7月まで行われた全国ツアー「ゴールデンボンバー全国ツアー2018『ロボヒップ』」の主題歌。
配信リリース楽曲。
12. 暴れ曲 (4:48)
（作詞・作曲：鬼龍院翔 / 編曲：鬼龍院翔、tatsuo）
配信リリース楽曲。
13. 犬じゃあるまいし (4:23)
（作詞・作曲：鬼龍院翔 / 編曲：鬼龍院翔、tatsuo）
14. ぺしみずむ (3:48)
（作詞・作曲：鬼龍院翔 / 編曲：鬼龍院翔、tatsuo）
15. さらば (6:53)
（作詞・作曲：鬼龍院翔 / 編曲：鬼龍院翔、tatsuo / オーケストラ編曲：中川幸太郎）
16. タツオ…嫁を俺にくれ (鬼龍院翔 Vocal ver.) (4:51)
（作詞・作曲：樽美酒研二）
おまけトラック
21stシングルのボーカルを鬼龍院が担当した音源。

### DVD
| #  | タイトル                                                                              | 作詞 | 作曲・編曲 |
| -- | ------------------------------------------------------------------------------------- | ---- | ---------- |
| 1. | 「祝!紅白落選 イイ波乗りてぇ!人工波でサーフィンに挑戦!」                              |      |            |
| 2. | 「やったことないことやってみようシリーズ 催眠術ってホントにかかんのか!?「ザ・催眠」」 |      |            |

## 参加ミュージシャン
担当楽器等の表記は、歌詞カードに記載のクレジットに準拠
ゴールデンボンバー
- 鬼龍院翔 - ボーカル
- 喜矢武豊 - ギター
- 歌広場淳 - ベース
- 樽美酒研二 - ドラム

楽器演奏や歌ってくれた人
- tatsuo - ベースとギター
- 渡辺壮祐 - ピアノとキーボード
- 真部裕 - ヴァイオリン首席奏者（＃15）
- MIZ、Asai Mari、雨宮麻未子、銘苅麻野 - 第一ヴァイオリン（＃8）
- 徳永友美、城元絢花、石橋尚子 - 第一ヴァイオリン（＃15）
- 三國茉莉、伊藤友馬、金子由衣、谷崎舞 - 第二ヴァイオリン（＃8）
- 藤堂昌彦、石亀協子、森本安弘、岡部磨知 - 第二ヴァイオリン（＃8）
- 森朱理、角谷奈緒子 - ヴィオラ（＃8）
- 金孝珍、二木美里 - ヴィオラ（＃15）
- 佐野まゆみ、林田順平 - チェロ（＃8）
- 堀沢真己、奥泉貴圭 - チェロ（＃15）
- MIZ - ヴァイオリン（＃9）
- KOTOKO - 合いの手（＃5）
- 渡部沙智子 - コーラス（＃15）
- 横尾隆（フェイスミュージック） - コーラス集結役（＃15）
- 川嶋哲也、古田佳（新音楽協会） - 演奏者集結役（＃15）
- 田中統英（エッグ） - オーケストラ編曲調整役（＃15）